# Tiovivo c. 1950
Tiovivo c. 1950 és una película de cine espanyola del 2004 dirigida per José Luis Garci.

## Argument
La pel·lícula es desenvolupa en la capital d'Espanya dels anys 50, encara amb la postguerra latent. Els seus (desenes de) personatges intenten seguir endavant en un país ombrívol. Jugadors de timbas que es guanyen la vida com a venedors d'entrades a esdeveniments menors i altres menesters, mecànics d'un petit garatge, empleats de banc (fins i tot el mateix director i la seva dona), taquilleres del metro, professors de ball, una quadrilla de toreig de saló, professores de mecanografia...entre moltes altres mirades d'aquesta Espanya, és el que ens ofereix José L. Garci en aquest film.

## Repartiment
- María Adánez
- Francisco Algora (Povedano)
- Manuel Andrés
- Ángel de Andrés López (Acisclo)
- María Asquerino (Justa)
- Aurora Bautista (Anunciada)
- Frank Braña ell mateix
- Fernando Delgado el mateix
- Ana Fernández (Teresita)
- Fernando Fernán Gómez
- María Elena Flores
- Manuel Galiana
- Eduardo Gómez (Pepito)
- Ricardo Gómez (Acisclito)
- Agustín González (Ramón)
- Fernando Guillén Cuervo (Higinio)
- Carlos Hipólito (Liebre)
- Javivi
- María Kosty (Julia)
- Alfredo Landa (Eusebio)
- Carlos Larrañaga (Marcelino)
- Francis Lorenzo (Paco)
- Luisa Martín (Laurita)
- Iñaki Miramón
- Andrés Pajares (Romualdo)
- Valentín Paredes
- Elsa Pataky (Balbina)
- Josep Maria Pou
- Santiago Ramos (Irineo)
- Miguel Rellán
- Beatriz Rico
- Jorge Roelas (Montesinos)
- Tina Sáinz (Rufi)
- Manuel Tejada
- Luis Varela
- Manuel Zarzo

## Premis
XIX Premis Goya
| Categoria                        | Persona                    | Resultat   |
| -------------------------------- | -------------------------- | ---------- |
| Millor pel·lícula                | Millor pel·lícula          | Candidat   |
| Millor actor revelació           | Jorge Roelas               | Candidat   |
| Millor fotografia                | Raúl Pérez Cubero          | Candidat   |
| Millor direcció artística        | Gil Parrondo               | Guanyador  |
| Millor disseny de vestuari       | Lourdes de Orduña          | Candidata  |
| Millor maquillatge i perruqueria | Paca Almenara Alicia López | Candidates |